# Calanais VII
Le site de Calanais VII (Cnoc Dubh) est un shieling faisant partie des nombreuses structures de mégalithes autour du site  Calanais I sur la côte ouest de l'île de  Lewis dans les Hébrides extérieures.

## Histoire
La zone autour de Calanais comprend 21 monuments érigés autour de 3000 av. J.-C. Cet ensemble mégalithique est appelé Callanish en anglais et tire son nom du village voisin de Callanish. En gaélique écossais, le site est appelé Clachan Chalanais ou Tursachan Chalanais.

## Caractéristiques
Le site de Calanais VII est un shieling en ruines qui fut longtemps considéré comme un site ancien.

## Localisation
Calanais VII est situé à proximité de la route B8011 à environ 3 kilomètres au sud-est de Calanais I.